# Gaszowice (gemeente)
De gemeente Gaszowice is een landgemeente in het Poolse woiwodschap Silezië, in powiat Rybnicki.
De zetel van de gemeente is in Gaszowice.
Op 30 juni 2004 telde de gemeente 8679 inwoners.

## Oppervlakte gegevens
In 2002 bedroeg de totale oppervlakte van gemeente Gaszowice 19,54 km², waarvan:
- agrarisch gebied: 83%
- bossen: 3%

De gemeente beslaat 8,7% van de totale oppervlakte van de powiat.

## Demografie
Stand op 30 juni 2004:
| Omschrijving                   | Totaal | Totaal | Vrouwen | Vrouwen | Mannen | Mannen |
| ------------------------------ | ------ | ------ | ------- | ------- | ------ | ------ |
| eenheid                        | aantal | %      | aantal  | %       | aantal | %      |
| inwoners                       | 8679   | 100    | 4336    | 50      | 4343   | 50     |
| bevolkingsdichtheid (inw./km²) | 444,2  | 444,2  | 221,9   | 221,9   | 222,3  | 222,3  |

In 2002 bedroeg het gemiddelde inkomen per inwoner 1134,33 zł.

## Administratieve plaatsen (sołectwo)
Czernica, Gaszowice, Łuków Śląski, Piece, Szczerbice.

## Aangrenzende gemeenten
Jejkowice, Lyski, Pszów, Rydułtowy